# George Leuzinger
George Leuzinger (Cantón de Glaris, de Suiza 1813 - 1892 de Río de Janeiro, Río de Janeiro) fue un fotógrafo suizo. Llegó al Brasil y se asienta en Río de Janeiro en 1832. Dueño de la Casa Leuzinger, adquirida en 1840 como almacén de artículos de oficina, que funciona más tarde como taller de grabado, de tipografía y de litografía. En 1861 instaló su estudio fotográfico que era al mismo tiempo galería de exposición y un lugar para la venta del trabajo de otros fotógrafos.
Realiza una serie de fotografías de la ciudad y las regiones serranas de la provincia de Río De Janeiro.
La Casa Leuzinger se distingue como centro de divulgación de un repertorio de paisajes del país, en grabado y fotografía. El establecimiento de Leuzinger también tiene importancia como casa editorial, que publica, entre otros, el Catálogo de la Exposición de Historia del Brasil, realizada por la Biblioteca Nacional.
George Leuzinger es uno de los primeros fotógrafos en realizar una colección de vistas de Río De Janeiro y Niterói y también de las ciudades de las regiones serranas de la provincia de Río de Janeiro en el siglo XIX. Los paisajes de Río De Janeiro habían sido elogiados en la prensa francesa por su calidad y la innovación en términos de abordaje.
En 1867, en París, George Leuzinger sorprendió a europeos con sus paisajes de gran formato, sus puntos de vista inhóspitos y exuberantes, sus composiciones hermosas. Pero fue también a través de la Casa Leuzinger que se consagró por primera vez el consumo de imágenes de aborígenes del Brasil, tan en boga para los estudios etnográficos y la curiosidad etnocéntrica de la sociedad europea del siglo XIX. En 1867, habían sido registradas solamente algunas fotos de aborígenes de la Región Amazónica por fotógrafos europeos. Menos de veinte años más tarde, en la exposición universal de París de 1889, ya había un pabellón entero dedicado al Amazonas.